# Douglas B-18 Bolo
O B-18 Bolo foi um bombardeiro médio de origem norte-americana, fabricado pela Douglas Aircraft Company na década de 1930, e tendo seu desenvolvimento baseado no Douglas DC-2.
Serviu no Corpo Aéreo do Exército Norte Americano durante o início da Segunda Guerra Mundial, porém na época o mesmo já estava demasiadamente obsoleto, devido a sua baixa velocidade e armamento.

## Emprego na Força Aérea Brasileira
A Força Aérea Brasileira recebeu em 1942 duas unidades do B-18, e posteriormente mais uma, sendo 2 delas operadas na unidade do 1º Grupo de Bombardeio e 1 como bombardeiro de treino. Uma quarta unidade seria enviada ao Brasil, quando se acidentou na Guatemala, sofrendo perda total.
As duas unidades operacionais serviram em patrulhas marítimas anti-submarinas, nas quais há relatos de vários ataques realizados por ele, dentre o que se mais destaca foi de que, em 8 de maio de 1943, por volta de 12:10, um B-18 pilotado pelo primeiro tenente Zamir de Barros Pinto e pelo subtenente Geraldo Labarthe Lebre, atacou o submarino alemão U-154 próximo à costa de Maceió, impedindo-o de atacar o cargueiro Motocarline. Cargas de profundidade foram lançadas, danificando o submarino, já que manchas de óleo foram vistas.
A FAB foi a última força aérea à operar o B-18, sendo todos desativados em 1946.
Atualmente existem apenas 5 unidades do B-18 preservadas em exposição, todas elas nos Estados Unidos.